# 遙かなる恋人へ
「遙かなる恋人へ」（はるかなるこいびとへ）は、西城秀樹の27枚目のシングル。1978年11月25日にRCAから発売された。

## 解説
「炎」、「ブルースカイ ブルー」に続いて、3作連続で馬飼野康二が作曲を担当した。季節感の漂う心温まるようなミディアム・バラードであり、ギター、オルガン、アコーディオンなどの楽器の個性がとてもよく活かされている。
オリコンでは最高位8位（100位内14週）、19.3万枚のセールスとなった
西城にとって「ふっと、僕の初恋時代を想い出させた曲」である。
歌謡ポップスチャンネルの「ファンが選んだベスト20」では第10位に選出された。

## 収録曲
（全作詞：竜真知子／作曲・編曲：馬飼野康二）
1. 遙かなる恋人へ
2. 明日に向かって走れ

## この頃のできごと
- 1979年1月4日〜1月6日 - 大阪厚生年金会館大ホールにて新春コンサートを開催。本作に続いて発売前の「YOUNG MAN (Y.M.C.A.)」を歌い、「Y.M.C.A.」の4文字を全身で表現するパフォーマンスを披露した。